# تين أويفيتش
أوغسطين جوزيف أويفيتش (بالكرواتية: Tin Ujević)‏، الذي عُرف باسم تين أويفيتش (5 يوليو 1891 ـ 12 نوفمبر 1955) هو شاعر كرواتي، يعد أعظم شعراء الأدب الكرواتي في القرن العشرين، وهو واحد من أفضل الشعراء الغنائيين السلاف وواحد من أعظم شعراء أوروبا في النصف الأول من القرن العشرين. كان أويفيتش يوقع باسمه الأصلي «أوغسطين» حتى سنة 1921، ثم بدأ يوقع بالاسم المختصر «تين أويفيتش».
في سنة 2003 احتل أويفيتش المركز التاسع في استفتاء أجرته مجلة ناسيونال الأسبوعية لاختيار أعظم كرواتي.